# Joseph Anthony Fiorenza

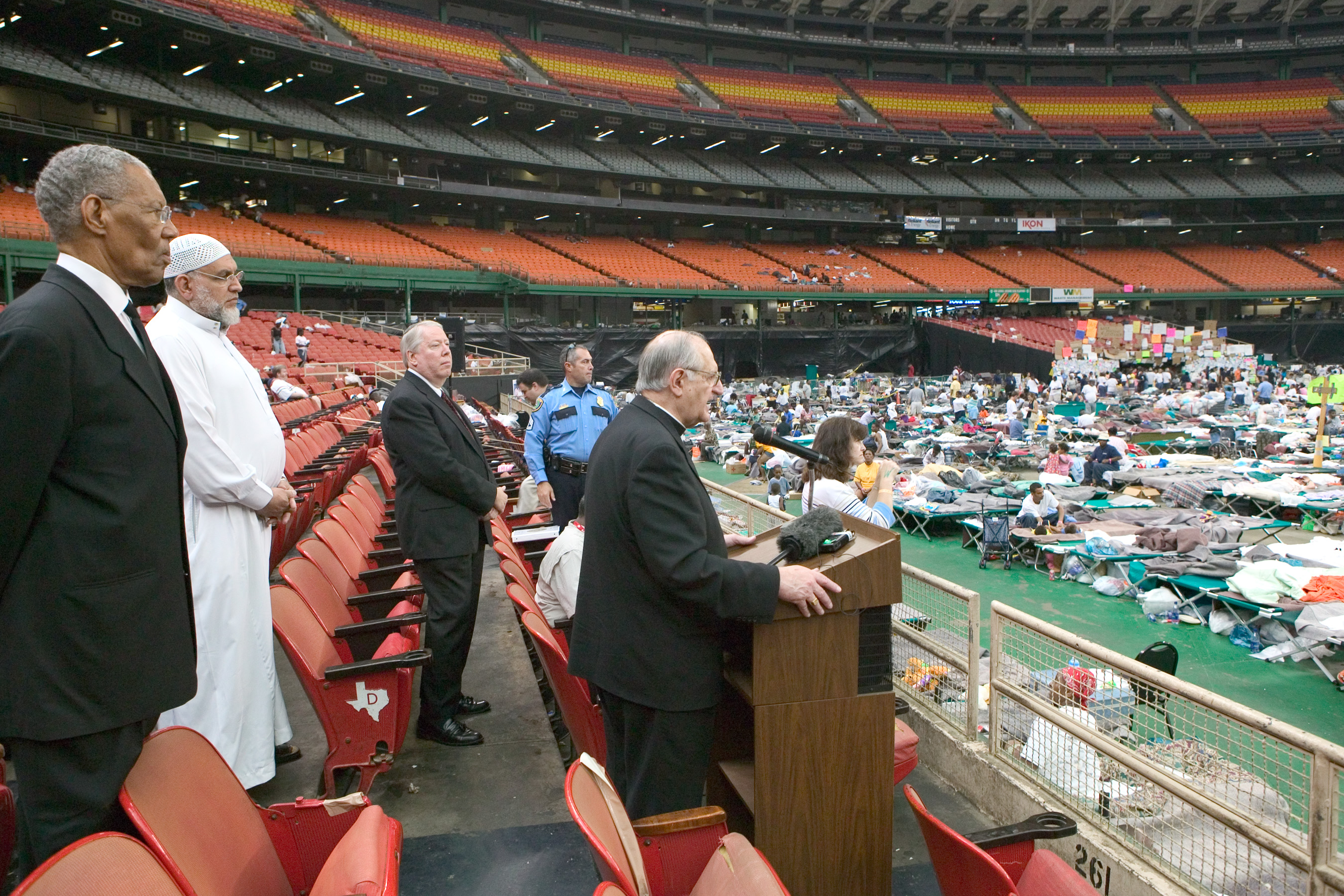
Erzbischof Fiorenza (am Pult) bei einer Andacht nach dem Hurrikan Katrina in einer Notunterkunft im Houston Astrodome (2005)

Joseph Anthony Fiorenza (* 25. Januar 1931 in Beaumont, Texas; † 19. September 2022 in Houston, Texas) war ein US-amerikanischer Geistlicher und römisch-katholischer Erzbischof von Galveston-Houston.

## Leben
Joseph Fiorenza, Sohn sizilianischer Einwanderer, studierte Philosophie und Theologie am St. Mary's Seminary in La Porte, Texas, und empfing am 29. Mai 1954 die Priesterweihe für das Bistum Galveston. 1957 wurde er Professor für medizinische Ethik am Sacred Heart Dominican College und Kaplan des Joseph Hospital in Houston. Später übernahm er Aufgaben in der Bistumsverwaltung.
Papst Johannes Paul II. ernannte ihn am 4. September 1979 zum Bischof von San Angelo. Der Erzbischof von San Antonio, Patrick Fernández Flores, spendete ihn am 25. Oktober desselben Jahres die Bischofsweihe; Mitkonsekratoren waren John Louis Morkovsky, Bischof von Galveston-Houston, und John Edward McCarthy, Weihbischof in Galveston-Houston.
Am 6. Dezember 1984 wurde er zum Bischof von Galveston-Houston ernannt und am 18. Februar des nächsten Jahres in das Amt eingeführt. Mit der Erhebung des Bistums zum Erzbistum am 29. Dezember 2004 wurde er zum Erzbischof von Galveston-Houston ernannt. Am 28. Februar 2006 nahm Papst Benedikt XVI. seinen altersbedingten Rücktritt an.
Joseph Fiorenza war Vizepräsident (1995–1998) und Präsident (1998–2001) der Bischofskonferenz der Vereinigten Staaten.